# IC 526
IC 526 је спирална галаксија у сазвјежђу Рак која се налази на листи објеката дубоког неба у Индекс каталогу.
Деклинација објекта је + 10° 50' 32" а ректасцензија 9h 2m 40,7s. Привидна величина (магнитуда) објекта IC 526 износи 14,4 а фотографска магнитуда 15,3. IC 526 је још познат и под ознакама MCG 2-23-22, CGCG 61-46, NPM1G +11.0185, IRAS 08599+1102, PGC 25401.